# Потехин, Савва Калистратович
Са́вва Калистра́тович Поте́хин (род. 2 августа 1891 — 22 августа 1944) — советский военачальник, участник Великой Отечественной войны. Генерал-майор танковых войск (11.03.1944).

## Биография
Родился 2 августа 1891 года в селе Максимовка Бронницкого уезда Московской губернии (ныне — Воскресенский район Московская область), русский. Окончил сельскую школу в дер. Давидовка (1902). До службы в армии работал ткачом на Бронницкой уездной текстильной фабрике.
Призван в армию в ноябре 1912 и зачислен в 32-й пехотный Кременчугский полк в Варшаве. В 1913 году окончил учебную команду и проходил службу младшим и старшим унтер-офицером.
В начале Первой мировой войны в августе-сентябре 1914 года вместе с полком в составе 2-й армии генерала А. В. Самсонова принимал участие в Восточно-Прусской наступательной операции. После тяжёлых боев и выхода из окружения полк был выведен на формирование в Гомель, затем в январе 1915 года вошёл в 8-ю пехотную дивизию. В марте С. К. Потехин был назначен фельдфебелем роты. Полк участвовал в боях под городами Гродно, Остров, Люблин.
За боевые отличия в том же году был произведен в подпрапорщики. После ранения в июле-сентябре 1915 года находился на лечении в Москве, по возвращении в полк произведен в прапорщики и назначен командиром взвода учебной команды, в 1916 году произведен в подпоручики и допущен к командованию роты, в 1917 году в звании поручика командовал хозяйственной ротой полка. В марте 1918 года был демобилизован.
С 26 мая 1918 года волостной комиссар Ильинской волости Богородского уезда Московской губернии. С июня 1919 года командир хозяйственной команды Аткарского укрепрайона (Южный фронт).
С ноября 1919 по июнь 1920 года находился на лечении в госпитале в Москве. Одновременно был командиром хозяйственной команды госпиталя.
С июня 1920 года командир стрелковой роты 48-го стрелкового полка 6-й стрелковой дивизии. Воевал с белополяками в районах городов Лида, Гродно и на реке Нарев. С октября 1921 года командир стрелковой роты 16-го стрелкового полка 6-й стрелковой дивизии.
С октября 1923 по август 1924 года слушатель Высшей тактико-стрелковой школы комсостава РККА имени Коминтерна «Выстрел».
С августа 1924 года исполняющий должность командира стрелковой роты 16-го стрелкового полка 6-й стрелковой дивизии. С ноября 1924 года помощник командира батальона 16-го стрелкового полка 6-й стрелковой дивизии. С октября 1925 года командир батальона 163-го стрелкового полка 55-й стрелковой дивизии.
С марта по май 1930 года вновь слушатель Стрелково-тактических курсов усовершенствования комсостава РККА имени III Коминтерна («Выстрел»).
С мая 1930 года командир 9-го отдельного батальона местных стрелковых войск.
С июня 1932 года помощник командира 163-го стрелкового полка. С апреля 1935 по сентябрь 1936 года временно исполняющий должность командира 163-го стрелкового полка 55-й стрелковой дивизии. С сентября 1936 по июль 1937 года в декретном отпуске, затем снова временно исполняющий должность командира полка.
С июля 1937 года командир 57-го стрелкового полка 19-й стрелковой дивизии.
С ноября 1937 по август 1938 года вновь слушатель Высших стрелково-тактических Краснознамённых курсов усовершенствования командного состава пехоты «Выстрел» имени Б. М. Шапошникова.
С августа 1938 по август 1939 года в отпуске.
С 19 августа 1939 года начальник спецгруппы Военного Совета Орловского ВО. С 1 апреля 1941 года заместитель командира 211-й стрелковой дивизии. С 14 июня 1941 года заместитель командира 58-й горнострелковой дивизии. Её части осуществляли прикрытие границы в Карпатах.
С началом Великой Отечественной войны в ходе приграничного сражения дивизия в составе Юго-Западного фронта вела тяжёлые оборонительные бои, прикрывая направление на Станислав. В конце июня был назначен командиром 147-й стрелковой дивизии и с 10 июля участвовал с ней в Киевской оборонительной операции. С 10 августа дивизия вошла в сформированную на базе Киевского УРа 37-ю армию. В начале сентября она была передислоцирована в район г. Козелец Черниговской области, где вела бои в составе 64-го стрелкового корпуса. С 20 сентября её части осуществляли отход в направлении Борисполь, Барышевка, Яготин. С 21 сентября она находилась в подчинении командира 27-го стрелкового корпуса и вела бои на р. Трубеж, в том числе и в условиях окружения. 11 октября полковник С. К. Потехин во главе группы из 32 человек вышел в расположение частей 100-й стрелковой дивизии в районе деревни Белка Курской области. После этого состоял в резерве Юго-Западного фронта.
С 27 декабря 1941 года командир 30-й стрелковой дивизии. Её части в составе 56-й армии Южного фронта участвовали в Ростовской наступательной операции.
С 14 июня по 1 ноября 1942 года слушатель Высшей военной академии им. К. Е. Ворошилова (ускоренный курс). Член ВКП(б) с 1942 года.
Приказом НКО № 07397 от 05.12.1942 назначен заместителем командира 6-го механизированного (с 9 января 1943 г. преобразованного в 5-й гвардейский механизированный корпус). Его части в составе 2-й гвардейской армии Сталинградского, затем Южного фронтов участвовали в Котельниковской наступательной операции. За успешные боевые действия 6-й механизированный корпус в январе 1943 г. был преобразован в 5-й гвардейский, а за освобождение г. Зимовники ему было присвоено почетное наименование «Зимовниковский».
7 января 1943 года тяжело контужен.
Приказом НКО № 03327 от 07.06.1943 назначен заместителем командира 4-го гвардейского механизированного корпуса на Южном фронте. В составе войск фронта (с 20 октября 1943 г. - 4-й Украинский фронт) корпус участвовал в Донбасской, Мелитопольской и Никопольско-Криворожской наступательных операциях. В марте 1944 г. корпус воевал в составе конно-механизированной группы генерала И. А. Плиева на 3-м Украинском фронте, участвуя в Березнеговато-Снигирёвской и Одесской наступательных операциях. Летом успешно действовал в Ясско-Кишинёвской наступательной операции, при прорыве обороны противника на р. Днестр и окружении его кишинёвской группировки.
Погиб 22 августа 1944 года во время бомбёжки в окрестностях молдавского села Твардица, где на месте гибели в 1984 году была установлена мемориальная плита с надписью «Здесь 22 августа 1944 года погиб генерал-майор бронетанковых войск Савва Калистратович Потехин». Похоронен в Одессе.
В его честь в 1971 году в Голосеевском районе города Киева названа улица, а 23 мая 2007 года на фасаде дома № 6 этой улицы была установлена мемориальная доска.

## Награды
- Орден Красного Знамени;
- Орден Отечественной войны 1-й степени;
- Орден Отечественной войны 2-й степени;
- Медаль «XX лет Рабоче-Крестьянской Красной Армии»;
- Медаль «За оборону Сталинграда».